# 풍백 (신화)
풍백(風伯)은 단군 신화에 등장하는 바람의 신이다.

## 기록
- <삼국유사>에 따르면 환웅 천왕을 따라 우사(雨師), 운사(雲師)와 3천의 무리가 신단수(神檀樹)에 내려왔다는 기록이 있다.

## 같이 보기
- 단군
- 참성단